# Rmdir
rmdir bzw. rd (von englisch: remove directory) ist ein Kommandozeilenprogramm unter verschiedenen Betriebssystemen, mit dem man ein (meist: leeres) Verzeichnis löschen kann.

## POSIX
rmdir löscht ausschließlich leere Verzeichnisse. Zum rekursiven Löschen eines beliebigen Verzeichnisses wird das Kommando rm benötigt.
```
 
rm
 
-r
 
foo/bar/baz

 
rm
 
-rf
 
foo/bar/baz

```

Mit der Options -p werden die darüber gelegenen Verzeichnisse ebenso gelöscht, sofern diese ebenfalls leer sind.
Beispiel:
```
 
rmdir
 
-p
 
foo/bar/baz

```

löscht zuerst baz/, dann bar/ und zum Schluss foo/, also den kompletten Verzeichnisbaum.

## DOS, OS/2, Windows, ReactOS

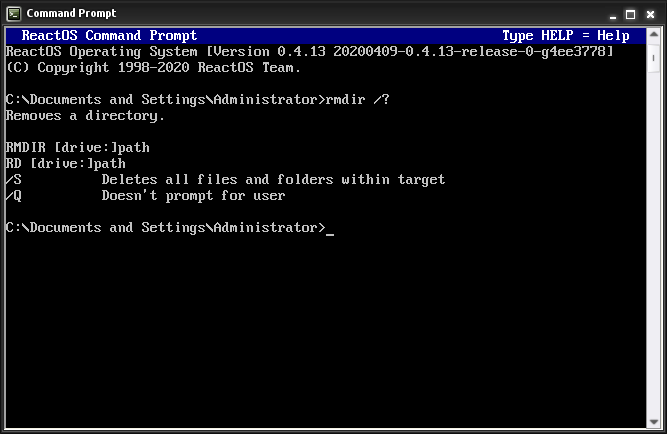
ReactOS rmdir Befehl

In MS-DOS existiert seit Version 6.0 zum rekursiven Löschen von Verzeichnissen inklusiv darin enthaltener Dateien das Kommando DELTREE. In DR-DOS gibt es dafür den Befehl XDEL bereits seit DR-DOS 3.40. Unter Betriebssystemen der Windows NT Serie gibt es hierzu den Schalter /s:
```
 
rd
 /s [Laufwerk:]Verzeichnisname
 
rmdir
 /s [Laufwerk:]Verzeichnisname

```